# Call It Love (Fernsehserie)
Call It Love (koreanischer Originaltitel: 사랑이라 말해요; RR: Sa-rang-i-ra Mal-hae-yo) ist eine südkoreanische Serie, die von Arc Media und Studio Santa Claus Entertainment für die Walt Disney Company umgesetzt wurde. In Südkorea fand die Premiere der Serie am 22. Februar 2023 als Original durch Disney+ via Star statt. Im deutschsprachigen Raum erfolgte die Erstveröffentlichung der Serie am selben Tag durch Disney+ via Star.

## Handlung
Das Leben von Shim Woo-joo gerät aus den Fugen, als sie von der Untreue ihres Vaters erfährt. Nachdem ihr Vater, mit welchem Woo-joo zuletzt zerstritten war, gestorben ist, wird sie von der Geliebten ihres Vaters aus dem Haus der Familie geworfen und ist plötzlich von einem Tag auf den anderen obdachlos. Woo-joo will sich für die zahllosen Ungerechtigkeiten, die sie erlitten hat, rächen und nimmt Han Dong-jin, den Sohn der Geliebten ihres verstorbenen Vaters, ins Visier. Dieser ist ein bedauernswerter, einsamer und sanftmütiger Mann. Als sie Dong-jin besser kennenlernt, entwickelt sie mit der Zeit Gefühle für ihn, aber wird das Woo-joo von ihrem Racheplan abhalten?

## Besetzung
| Rolle          | Schauspieler    |
| -------------- | --------------- |
| Han Dong-jin   | Kim Young-kwang |
| Shim Woo-joo   | Lee Sung-kyung  |
| Yoon Joon      | Sung Joon       |
| Kang Min-yeong | Ahn Hee-yeon    |
| Shim Hye-seong | Kim Ye-won      |

## Episodenliste
| Nr. | Deutscher Titel | Originaltitel | Erstveröffentlichung (Südkorea) | Deutschsprachige Erstveröffentlichung (D/A/CH) |
| --- | --------------- | ------------- | ------------------------------- | ---------------------------------------------- |
| 1   | Folge 1         | 제 1화        | 22. Feb. 2023                   | 22. Feb. 2023                                  |
| 2   | Folge 2         | 제 2화        | 22. Feb. 2023                   | 22. Feb. 2023                                  |
| 3   | Folge 3         | 제 3화        | 1. März 2023                    | 1. März 2023                                   |
| 4   | Folge 4         | 제 4화        | 1. März 2023                    | 1. März 2023                                   |
| 5   | Folge 5         | 제 5화        | 8. März 2023                    | 8. März 2023                                   |
| 6   | Folge 6         | 제 6화        | 8. März 2023                    | 8. März 2023                                   |
| 7   | Folge 7         | 제 7화        | 15. März 2023                   | 15. März 2023                                  |
| 8   | Folge 8         | 제 8화        | 15. März 2023                   | 15. März 2023                                  |
| 9   | Folge 9         | 제 9화        | 22. März 2023                   | 22. März 2023                                  |
| 10  | Folge 10        | 제 10화       | 22. März 2023                   | 22. März 2023                                  |
| 11  | Folge 11        | 제 11화       | 29. März 2023                   | 29. März 2023                                  |
| 12  | Folge 12        | 제 12화       | 29. März 2023                   | 29. März 2023                                  |
| 13  | Folge 13        | 제 13화       | 5. Apr. 2023                    | 5. Apr. 2023                                   |
| 14  | Folge 14        | 제 14화       | 5. Apr. 2023                    | 5. Apr. 2023                                   |
| 15  | Folge 15        | 제 15화       | 12. Apr. 2023                   | 12. Apr. 2023                                  |
| 16  | Folge 16        | 제 16화       | 12. Apr. 2023                   | 12. Apr. 2023                                  |